# Santo Bartolomeo Quadri
Santo Bartolomeo Quadri (Ossanesga, 2 dicembre 1919 – Bergamo, 17 ottobre 2008) è stato un arcivescovo cattolico italiano.

## Biografia
Nacque a Ossanesga, in provincia e diocesi di Bergamo, il 2 dicembre 1919.

### Formazione e ministero sacerdotale
Il 6 marzo 1943 fu ordinato presbitero a Roma.
Conseguì la laurea in teologia e diritto canonico presso le Università Pontificie.

### Ministero episcopale
Il 17 marzo 1964 papa Paolo VI lo nominò vescovo titolare di Villanova ed ausiliare di Pinerolo; il 7 maggio successivo ricevette l'ordinazione episcopale, nella basilica dei Santi Ambrogio e Carlo al Corso a Roma, dal cardinale Carlo Confalonieri, co-consacranti l'arcivescovo Pietro Sigismondi e il vescovo Luigi Civardi.
L'11 ottobre 1966 diventò amministratore apostolico sede plena di Pinerolo; dopo la morte del vescovo Gaudenzio Binaschi divenne amministratore apostolico sede vacante.
Partecipò attivamente al Concilio Vaticano II, lavorando a stretto contatto con l'allora arcivescovo di Cracovia Karol Wojtyła.
Il 18 marzo 1972 papa Paolo VI lo nominò amministratore apostolico sede plena delle diocesi di Terni e Narni e amministratore apostolico sede vacante di Amelia. Dal 10 febbraio 1973 diventò vescovo delle diocesi di Terni e Narni; succedette a Giovanni Battista Dal Prà, dimessosi per motivi di salute.
Il 19 marzo 1981 accolse papa Giovanni Paolo II in visita a Terni.
Il 31 maggio 1983 papa Giovanni Paolo II lo nominò arcivescovo metropolita di Modena e abate di Nonantola; succedette a Bruno Foresti, precedentemente nominato arcivescovo, titolo personale, di Brescia. Il 29 giugno successivo ricevette dal papa il pallio, nella basilica di San Pietro in Vaticano, mentre il 3 settembre prese possesso dell'arcidiocesi di Modena.
Il 30 settembre 1986, per effetto del decreto Instantibus votis della Congregazione per i vescovi, fu stabilita la plena unione delle due sedi di Modena e Nonantola, pertanto divenne il primo arcivescovo-abate della nuova circoscrizione ecclesiastica.
Si interessò in particolare ai temi del mondo del lavoro e del sociale, soprattutto nel contesto delle grandi acciaierie ternane e nel periodo del riassetto artigianale, industriale e del terziario avanzato modenese, creando importanti ponti e contatti con la socità civile. La memoria popolare ricorda di lui anche la storica visita a Modena di papa Giovanni Paolo II il 3 e 4 giugno 1988.
Il 12 aprile 1996 il papa accolse la sua rinuncia, presentata per raggiunti limiti di età; gli succedette Benito Cocchi, fino ad allora vescovo di Parma. Dopo le dimissioni continuò a vivere a Modena, dove con discrezione e competenza prestò la sua opera a favore della Chiesa cattolica modenese.
Morì a Bergamo all'età di 88 anni mentre si trovava in visita presso la sorella, nelle prime ore del mattino di venerdì 17 ottobre 2008. Dopo le esequie, celebrate nella cattedrale di Modena dal cardinale Carlo Caffarra, fu sepolto nel cimitero di San Cataldo; sabato 23 maggio 2009 i suoi resti furono tumulati all'interno della cripta del duomo di Modena.

## Genealogia episcopale
La genealogia episcopale è:
- Cardinale Scipione Rebiba
- Cardinale Giulio Antonio Santori
- Cardinale Girolamo Bernerio, O.P.
- Arcivescovo Galeazzo Sanvitale
- Cardinale Ludovico Ludovisi
- Cardinale Luigi Caetani
- Cardinale Ulderico Carpegna
- Cardinale Paluzzo Paluzzi Altieri degli Albertoni
- Papa Benedetto XIII
- Papa Benedetto XIV
- Papa Clemente XIII
- Cardinale Marcantonio Colonna
- Cardinale Giacinto Sigismondo Gerdil, B.
- Cardinale Giulio Maria della Somaglia
- Cardinale Carlo Odescalchi, S.I.
- Cardinale Costantino Patrizi Naro
- Cardinale Lucido Maria Parocchi
- Papa Pio X
- Papa Benedetto XV
- Papa Pio XII
- Cardinale Carlo Confalonieri
- Arcivescovo Santo Bartolomeo Quadri

## Opere
- Santo Bartolomeo Quadri, Appunti di etica sindacale, Roma, Edizioni Lavoro, 1999.
- Santo Bartolomeo Quadri, I laici e il mondo del lavoro, Roma, Pontificia Unione Missionaria, 1987.
- Santo Bartolomeo Quadri, Impegno cristiano a servizio dell'uomo: riflessioni teologico-sociali, Roma, A.V.E., 1985.
- Santo Bartolomeo Quadri, Il concilio e l'apostolato dei laici, Bologna, Centro editoriale dehoniano, 1985.
- Santo Bartolomeo Quadri, Con Cristo nella Chiesa per la vita del mondo: lettera pastorale ai diocesani di Modena e Nonantola, Modena, Teic, 1984.
- Santo Bartolomeo Quadri, La Chiesa faccia il suo mestiere: con Cristo nella storia, Cinisello Balsamo, Edizioni paoline, 1977.
- Santo Bartolomeo Quadri, Con Cristo nella Chiesa per la vita nel mondo, Rivoli, Elle Di Ci, 1977.
- Santo Bartolomeo Quadri, Con Cristo nella Chiesa per la vita nel mondo, Torino, Elle Di Ci, 1976.
- Santo Bartolomeo Quadri (a cura di), Matrimonio e famiglia oggi in Italia, Torino, Edizioni Borla, 1969.
- Santo Bartolomeo Quadri, Diocesi e strutture postconciliari, Roma, IRADES-COP, 1968.
- Santo Bartolomeo Quadri et al. (a cura di), Populorum progressio: testo, commento e documentazione con indice analitico-ragionato, Roma, Edizioni paoline, 1967.
- Santo Bartolomeo Quadri et al., Divorzieremo? Matrimonio e divorzio: insegnamenti della ragione, della Sacra Scrittura e del Magistero della Chiesa: risposta alle obiezioni correnti, Fossano, Esperienze, 1967.
- Santo Bartolomeo Quadri et al., I laici nella costituzione conciliare sulla Chiesa, Milano, Ancora, 1965.
- Santo Bartolomeo Quadri, Paolo VI rilancia le ACLI, Roma, Tip. italo-orientale s. Nilo, 1964.
- Santo Bartolomeo Quadri, Lavoro e spiritualità, Roma, Coletti ed., 1962.
- Santo Bartolomeo Quadri, Dottrine politiche nei teologi del '500, Roma, Studium, 1962.
- Santo Bartolomeo Quadri, Dottrina e iniziativa sociale cristiana: riflessioni alla luce della Mater et magistra. VIII Congresso nazionale ACLI. Bari, 8-10 dicembre 1961, Grottaferrata, Scuola tipografica italo-orientale, 1961.
- Santo Bartolomeo Quadri, Spiritualita cristiana: forza del movimento operaio e contadino, Roma, Tipografia poliglotta Vaticana, 1960.
- Santo Bartolomeo Quadri et al., Spiritualità cristiana, lavoro e azione sociale, Roma, ACLI, 1957.